# Mendészi Ptolemaiosz
Mendészi Ptolemaiosz (Kr. e. 2. század) görög történetíró.
Életéről annyit tudni, hogy pap volt. Korabeli források egy Kronoi című, egyiptomi témájú történetet tulajdonítanak neki, amely töredékesen sem maradt fenn.[forrás?]